# Palisades (gruppo musicale)
I Palisades sono un gruppo musicale statunitense formatosi nel 2011 a Iselin, nel New Jersey.

## Formazione

### Formazione attuale
- Xavier Adames – chitarra solista, cori (2011-presente)
- Matthew Marshall – chitarra ritmica, cori (2011-presente)
- Aaron Rosa – batteria, percussioni (2011-presente)

### Ex componenti
- Brandon Elgar – basso, voce secondaria (2016-2022)
- Louis Miceli – voce (2011-2020)
- Brandon Sidney – basso, voce secondaria (2011-2016)
- Earl Halasan – tastiera, sintetizzatore, programmazione, giradischi, campionatore, chitarra addizionale (2011-2016)

### Turnisti
- Christian "DJ" Graves" Mochizuki – tastiera, sintetizzatore, programmazione, giradischi, campionatore (2016-presente)

## Discografia

### Album in studio
- 2013 – Outcasts
- 2015 – Mind Games
- 2017 – Palisades
- 2018 – Erase the Pain
- 2022 – Reaching Hypercritical

### EP
- 2012 – I'm Not Dying Today
- 2014 – Another Techno Jawn